# Nelas
Nelas es un municipio portugués del distrito de Viseu, região Centro y comunidad intermunicipal de Viseu Dão-Lafões, con cerca de 4100 habitantes.
Es la sede de un municipio con 127,82 km² de área y 13 121 habitantes (2021), subdividido en 7 freguesias. Los municipio están limitados a nordeste por Mangualde, al sureste por Seia y Oliveira do Hospital, al oeste por Carregal do Sal y al noroeste por Viseu. El municipio se designó en el pasado Senhorim hasta el año 1852 cuando la sede pasó a Nelas.

## Demografía
| Gráfica de evolución demográfica de Nelas entre 1849 y 2021 |
|                                                             |
| Datos según el nomenclátor publicado por el INE portugués.  |

## Freguesias
Las freguesias de Nelas son las siguientes:
- Canas de Senhorim
- Carvalhal Redondo e Aguieira
- Lapa do Lobo
- Nelas
- Santar e Moreira
- Senhorim
- Vilar Seco